# Hagedorn (Naturschutzgebiet)
Der  Hagedorn Ist ein Naturschutzgebiet und liegt nördlich des Ortsteiles Ilse der ostwestfälischen Stadt Petershagen im Kreis Minden-Lübbecke. 
Das Gebiet ist rund 16 Hektar groß und wird unter der Nummer MI-060 geführt.
Durch die Unterschutzstellung soll der sehr gut erhaltene Erlenbruchwald als Lebensraum für speziell an diese
Standortverhältnisse angepasste Tiere und Pflanzen in seinem Bestand gesichert werden. Außerdem soll sich das im Naturschutzgebiet liegende Grünland extensiv entwickeln.